# Hydrocotyle dichondroides
Hydrocotyle dichondroides är en växtart i släktet Hydrocotyle och familjen araliaväxter.
Arten är en perenn ört som förekommer på ön Kyushu i Japan och på norra Taiwan. Den beskrevs av Tomitaro Makino 1910.